# Eliza Burt Gamble
Eliza Burt Gamble (Concord (Michigan), 4 giugno 1841 – Orchard Lake Village, 17 settembre 1920) è stata una scrittrice statunitense.
È stata un'intellettuale attiva tra il diciannovesimo e l'inizio del ventesimo secolo. Era una sostenitrice del Movimento femminista, una madre, una scrittrice, e un'insegnante del Michigan. Nei suoi scritti, Gamble ha aperto la strada all'uso della teoria dell'evoluzione come risorsa per fare affermazioni sulla posizione della donna rispetto all'uomo. Il suo lavoro ha messo in discussione la teoria della selezione naturale di Charles Darwin. Nel suo lavoro ha inoltre prestato particolare attenzione all'importanza del genere nell'evoluzione.

## Biografia
Eliza Gamble è nata il 4 giugno del 1841 a Concord, Michigan, figlia di Luther Burt Jr. e Florinda Horton. Il 27 giugno del 1843, il padre Luther morì e il 4 agosto del 1857 anche la madre Florinda morì. Per guadagnarsi da vivere, Eliza iniziò a lavorare come maestra nelle scuole pubbliche di Concord. Dopo cinque anni di insegnamento nelle scuole del distretto, Eliza ottenne una promozione ad assistente sovrintendente del liceo East Saginaw. Il 4 gennaio del 1865, sposò James Gamble a Grand Rapids, in Michigan. Eliza e James ebbero tre figli, ma solo due dei loro figli (William Burt e Helen Burt) erano ancora vivi il 22 giugno del 1900, quando fu fatto un censimento. William nacque nel gennaio del 1871 e Helen il primo novembre del 1872. La terza figlia, Kate, morì durante l'infanzia.

## Opere
Nel corso della sua carriera, Gamble scrisse tre libri: L'evoluzione della donna (1894), L'idea di Dio degli antichi (1897), e I sessi/generi nella scienza e nella storia (1916). In questi lavori, Gamble cercò di contestare il patriarcato maschile usando argomenti fondati sulla religione, la scienza e la storia. Ne L'evoluzione della donna e ne I sessi/generi nella scienza e nella storia, Gamble utilizzò argomentazioni teoriche su testi scientifici per dimostrare la superiorità delle donne. Ne L' idea di Dio degli antichi invece esaminò la storia della religione per provare che la posizione della donna nella società è il risultato di un aberrante processo storico.